# Henri de Coëtnempren de Kersaint
Henri de Coëtnempren de Kersaint est un homme politique français né le 20 mai 1829 à Passy (Seine) et décédé le 18 novembre 1860 à Menton (Alpes-Maritimes).
Après une carrière dans la Marine, il est député du Puy-de-Dôme de 1857 à 1860, siégeant dans la majorité soutenant le Second Empire.